# Red Cloud (Nebraska)
Pour le chef amérindien, voir Red Cloud.
La ville de Red Cloud est le siège du comté de Webster, dans l’État du Nebraska, aux États-Unis. Sa population s’élevait à 1 131 habitants lors du recensement de 2000.
La ville a été fondée en 1871. Elle a été nommée en hommage au chef amérindien Red Cloud.

## Personnalité liée à la ville

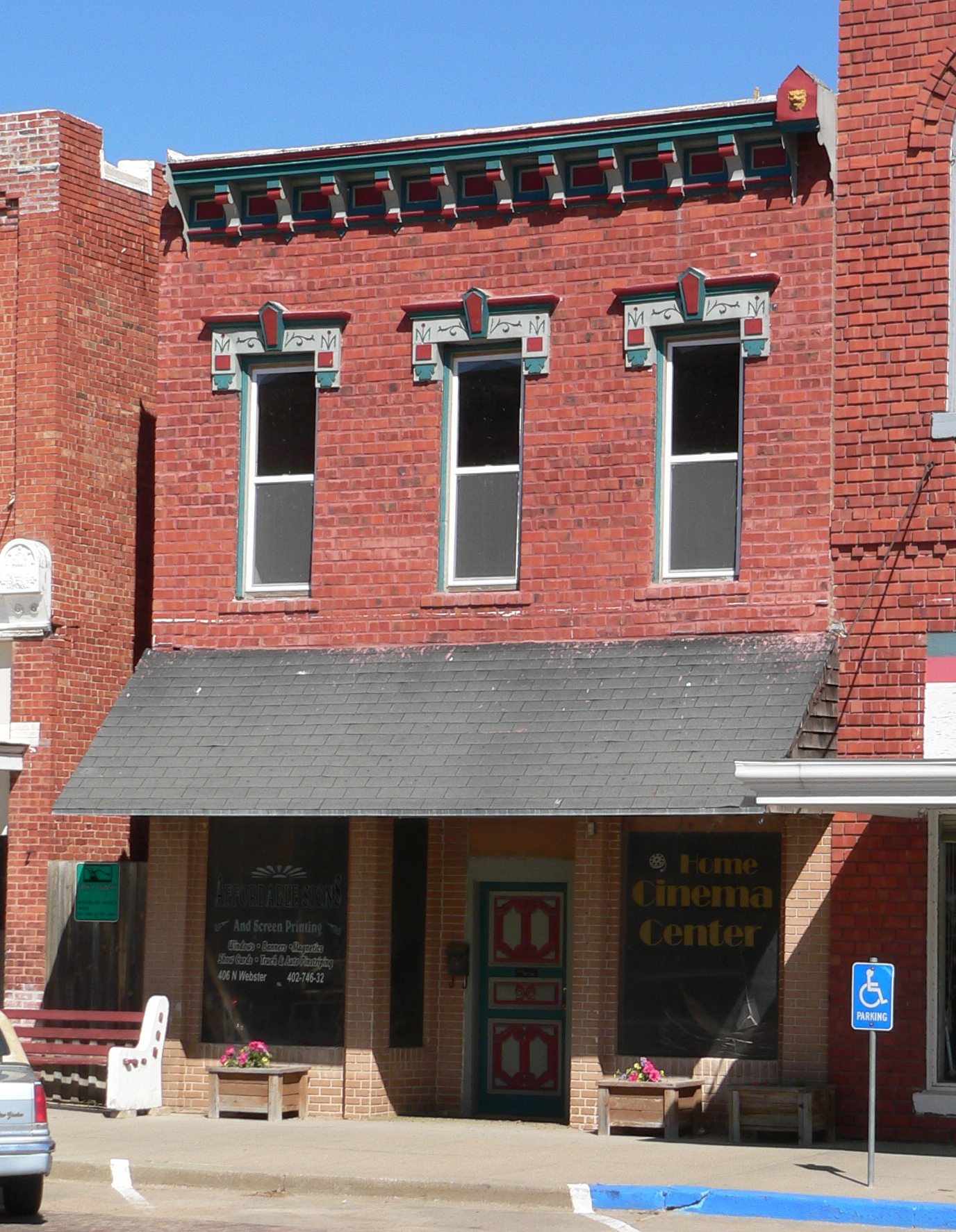
La pharmacie de Red Cloud, édifiée en 1885, inscrite au Registre national des lieux historiques

L’écrivain Willa Cather a vécu pendant plusieurs années avec sa famille à Red Cloud à partir de 1884, alors qu’elle avait neuf ans[pas clair].